# Francis Schulte
Francis Bible Schulte (ur. 23 grudnia 1926 w Filadelfii, zm. 17 stycznia 2016) – amerykański duchowny katolicki, arcybiskup metropolita Nowego Orleanu w latach 1988-2002.

## Życiorys
Ukończył archidiecezjalne seminarium duchowne św. Karola Boromeusza w Overbrook, a także University of Pennsylvania i Uniwersytet Oksfordzki w Anglii. Święcenia kapłańskie otrzymał 10 maja 1952 i inkardynowany został do rodzinnej archidiecezji Filadelfia. W latach 1960–1980 nadzorował sieć szkół katolickich w obrębie archidiecezji. Od roku 1980 nosił tytuł prałata.
27 czerwca 1981 papież Jan Paweł II mianował go biskupem pomocniczym Filadelfii ze stolicą tytularną Afufenia. Sakry udzielił mu kardynał John Krol.
4 czerwca 1985 mianowany ordynariuszem Wheeling-Charleston w Zachodniej Wirginii. Ingres odbył się 31 lipca 1985 roku.
13 grudnia 1988 Jan Paweł II ogłosił jego nominację na arcybiskupa metropolitę Nowego Orleanu. 14 lutego 1989 miał miejsce uroczysty ingres do archikatedry św. Ludwika w asyście 4 kardynałów, 14 arcybiskupów i 59 biskupów. Było to największe zgromadzenie hierarchów katolickich w historii miasta. Zasiadał w zarządzie Katolickiego Uniwersytetu Ameryki, był też m.in. członkiem watykańskiego Komitetu ds. Wizytacji Seminariów Amerykańskich. Za swe osiągnięcia na polu edukacji katolickiej był nagradzany doktoratami honoris causa La Salle College i Villanova University. Na emeryturę przeszedł 3 stycznia 2002 roku. Tego samego dnia sukcesję po nim przejął koadiutor abp Alfred Hughes.